# Altburg (Calw)
Altburg ist ein Ortsteil von Calw in Baden-Württemberg.

## Geographie

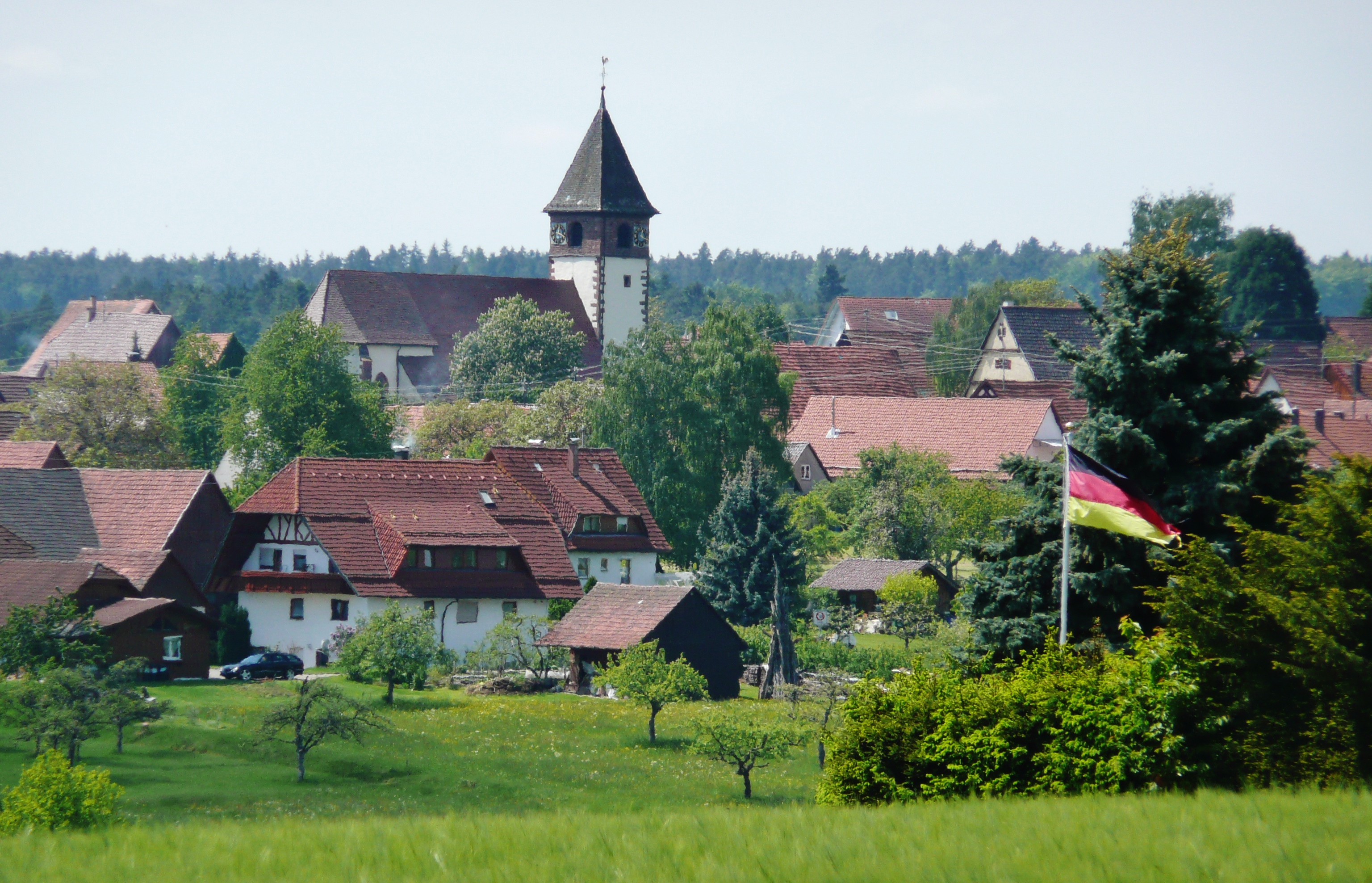
Altburg mit Martinskirche

Im Westen des Stadtgebiets gelegen, erstreckt sich Altburg in einer Höhe von 540 bis 650 m ü. NN auf der Enz-Nagold-Platte, einem Plateau zwischen zwei Flüssen im nördlichen Schwarzwald. Das in Nord-Süd-Richtung verlaufende Nagoldtal, in dem die Kernstadt liegt, bildet den Ostrand des Plateaus. Von den Höhen geht der Blick im Westen auf den Schwarzwaldkamm, der sich hinter dem Enztal abzeichnet und nach Osten, wo jenseits des Nagoldtals Hecken- und Schlehengäu überblickt werden können. Bei guter Sicht sieht man in Richtung Südosten die Schwäbische Alb.
Derzeit hat Altburg rund 2800 Einwohner mit den Weilern Oberriedt, Speßhardt, Spindlershof und Weltenschwann. Vor der Gemeindereform im Jahr 1975 war Altburg eine eigenständige Gemeinde. Im Rahmen der baden-württembergischen Gemeindereform wurde Altburg am 1. Januar 1975 in die benachbarte Kreisstadt Calw-Hirsau, deren Name am 1. Januar 1976 in Calw geändert wurde, eingemeindet.

## Kultur

### Geschichte

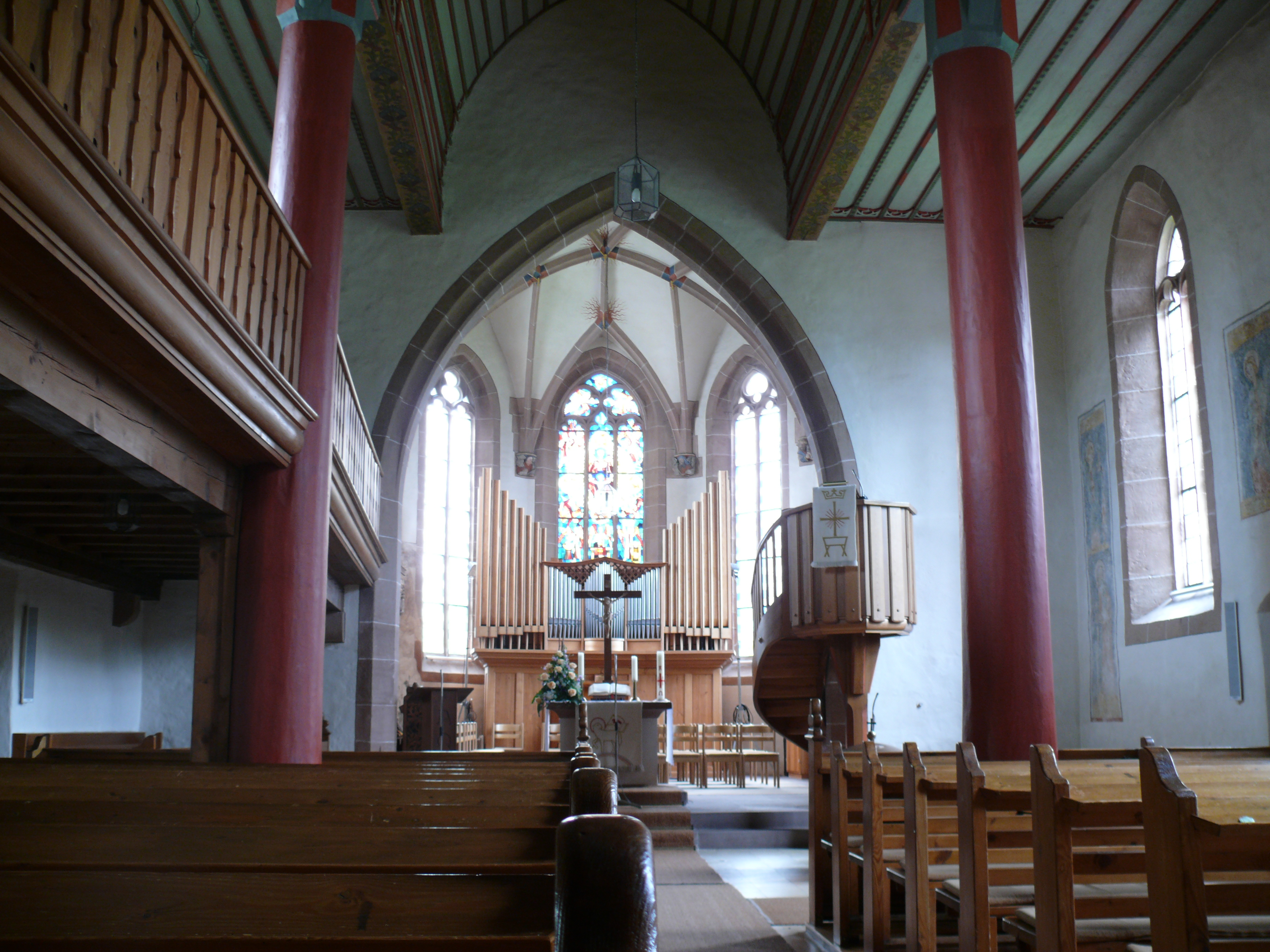
Innenansicht der Martinskirche

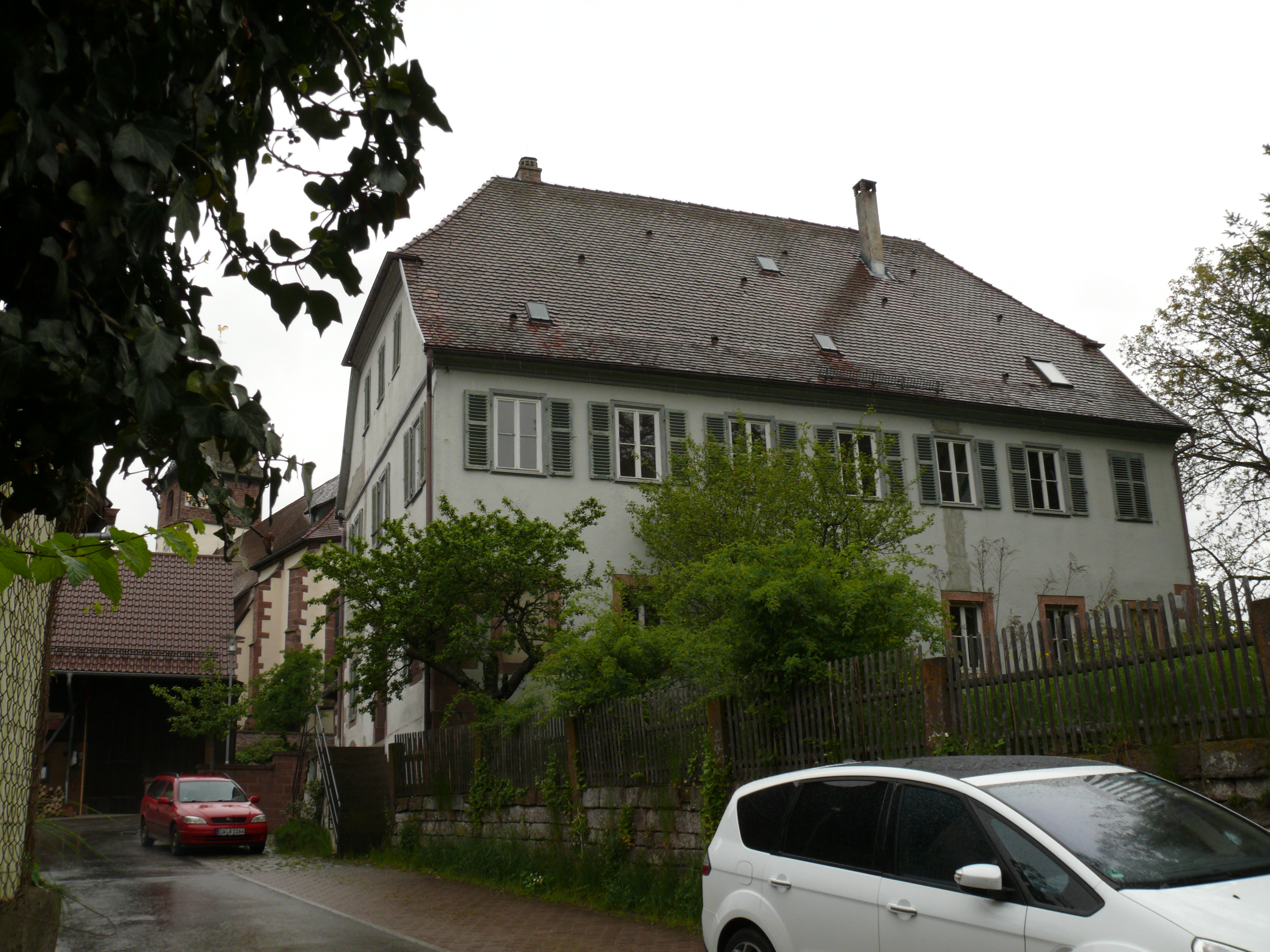
Das evangelische Pfarrhaus

Altburg wurde im Jahr 830 in den Aufzeichnungen des Klosters Hirsau zum ersten Mal schriftlich erwähnt, damals unter dem Namen Albura (alte Bauernsiedlung). Laut einer Sage soll früher ein Geheimgang zwischen dem Kloster Hirsau und der Burg Altburg bestanden haben, durch den zuweilen die Mönche des Klosters geflüchtet sein sollen, um sich ein bisschen Freiheit zu verschaffen. Der wohl bekannteste Sohn des Orts ist Johann Gottlieb Friedrich von Bohnenberger, welcher sich als Vermesser und Erfinder einen Namen macht. So erfand Bohnenberger einen Vorläufer des Gyroskops und leistete einen großen Beitrag zur Vermessung Württembergs. Zu seinen Ehren wurde ein Rundgang in Altburg angelegt, welcher seine Geschichte und die der Ortschaft Altburg wiedergibt.

### Kirchen
Die Martinskirche der evangelischen Kirchengemeinde Altburg & Oberreichenbach im Kirchenbezirk Calw-Nagold mit ihren mittelalterlichen Deckengemälden ist eines der bemerkenswerten Bauwerke von Altburg. Der älteste Teil der als Wehrkirche erbauten Kirche ist der Turm aus dem 12. Jahrhundert. Im Jahr 1534 wurde das Kirchspiel Altburg durch die Reformation in Württemberg evangelisch. Danach, wohl noch Ende des 16. Jahrhunderts, wurde die Kirche ohne Raumerweiterung durch Einbau einer dreiseitigen Umlaufempore im Schiff und einer Nord- und Ost-Empore im Chor einschließlich ebenerdiger Chorbestuhlung mit zahlreichen Sitzplätzen ausgestattet, die alle auf die Kanzel südlich innen am Chorbogen ausgerichtet waren; der Altar stand frei. Diese bis 1954 gültige Einrichtung entsprach den Erfordernissen der württembergischen Kirchen- und Gottesdienstordnung ab der Reformation, wonach im Zentrum des Gottesdienstes die Wortverkündigung stehen sollte – ein Beispiel für die Einrichtung einer Querkirche im vorhandenen Baubestand. Bei der Innenrenovierung 1954 wurden auf der Südwand spätgotische Wandmalereien freigelegt, die Choremporen und die Südempore entfernt und eine neue, zum Schiff gerichtete Kanzel sowie im Chorscheitel-Fenster ein Glasgemälde von Adolf Valentin Saile mit dem Motiv des Gnadenstuhls eingebaut. Auch eine Chororgel wurde aufgestellt.
Durch das gemeinsame evangelische Pfarramt ist Altburg weiterhin mit den evangelischen Einwohnern von Oberreichenbach verbunden.
Im Jahr 1954 wurde der Teilort Alzenberg des Kirchspiels der durch Architekt Hermann Hornbacher neu errichten Bergkirche in Calw-Wimberg zugeteilt. Das dreiteilige Chorfenster von 1954 ist ein Entwurf von Rudolf Yelin d. J. und zeigt neben Christus, dem Weltenherrscher, Szenen aus dem Neuen Testament "Was alles auf Bergen geschah" (Bergpredigt, Gethsemane, Emmausjünger).
Die heutigen katholischen Einwohner Altburgs gehören zur Seelsorgeeinheit Calw-Bad Liebenzell.

### Wettbewerb
In den Jahren 1975 sowie auch 1982 beteiligte sich Altburg am Landeswettbewerb „Unser Dorf soll schöner werden“ und erreichte jeweils die Bronzemedaille. Bei den Wettbewerben „Schöne Gemeinden im Kur- und Bäderkreis Calw“ in den Jahren 1983, 1990 und 1997, die vom Landkreise Calw veranstaltet wurden, erreichte die Ortschaft jeweils den 1. Platz.

### Vereine
Altburg hat einen Fußballverein. Der 1. FC Altburg wurde 1920 gegründet und hat rund 400 Mitglieder. Die 1. Mannschaft der Aktiven spielt in der Bezirksliga und die 2. Mannschaft in der Kreisliga B.
Außerdem gibt es noch einen Musikverein, Turnverein, Tischtennisverein, Kulturverein, Obst- und Gartenbauverein, die Hundefreunde Nordschwarzwald sowie eine Freiwillige Feuerwehr.